# Dioptrice
Dioptrice je spis Johanna Keplera vydaný roku 1611. Johannes Kepler v něm položil základy nového oboru – geometrické optiky. Dioptrika je druhá a poslední Keplerova kniha věnovaná optice.

## Souvislosti vzniku
První rozsáhlá Keplerova práce zaměřená na optiku byla Optika z roku 1604. Plný název díla zněl Ad Vitellionem Paralipomena, Quibus Astronomiae Pars Optica Traditur, česky Dodatky k Vitellovi, které zušlechtí Optickou část astronomie. V této průlomové práci Kepler vyjasnil podstatu zobrazení a rozlišil obsah pojmů obraz (pictura) a vjem (imago). Hlavní smysl díla směřoval ke zpřesnění měření polohy hvězd, ovlivňovaném refrakcí světla v zemské atmosféře. Bylo určeno zejména velkému pozorovateli Tycho Brahemu. Zpřesnění pozorování mělo sloužit velké vědě, mělo rozhodnout o formě světa. Funkce čoček zde byla popsána jen krátce a okrajově.
Když nizozemští řemeslníci přišli v září 1608 na trh s dalekohledy, nastal v Evropě velký zájem o nový přístroj a mnoho předních vědců doby se snažilo pochopit jeho funkci. Galileo svým spisem Poselství hvězd v březnu 1610 s genialitou velkého vědce popsal čtyři velké objevy učiněné na obloze dalekohledem tak fascinujícím způsobem, že dodnes budí úžas. Galileo měl řadu protivníků, univerzitních rivalů, kteří nesnášeli jeho rostoucí velikost a snažili se jeho práci znevážit. Kepler ale Galilea okamžitě podpořil zveřejněním své Rozpravy s hvězdným poslem v květnu 1610 a vlastními pozorováními, která vyšla tiskem v září 1610. Během srpna a září 1610 se Kepler vrátil k problematice optiky. Pod vlivem velkého zájmu o dalekohled napsal Kepler během srpna a září 1610 spis Dioptrice - první praktickou teorii optických přístrojů, první učebnici geometrické optiky. Jako autor Optiky z roku 1604, byl k tomu ze všech vědců své doby nejvíce připraven.

## Obsah knihy
Původní vydání z roku 1611 má tři části.
První obsahuje věnování kolínskému arcibiskupovi Ernstovi von Bayern. Tato část není jen formální. Vyjadřuje Keplerovu opravdovou vděčnost za zapůjčení dalekohledu k vlastním pozorováním nebeských těles, která mohl v průběhu roku 1610 provádět. Od Galilea se Kepler zapůjčení dalekohledu nedočkal.
Druhá rozsáhlejší část je Keplerův úvod, ve kterém shrnuje a kriticky hodnotí vše významné, co bylo v optice uděláno. Velmi čtivý text, doplňuje nejnovějšími Galileovými dopisy s šiframi a svým tápáním o podstatě objevů.
Třetí část je vlastní Dioptrika, vědecký text své doby, obsahující 141 článků představujících definice, propozice, úlohy a poznámky. V době vzniku knihy nebyl ještě znám zákon lomu. Pro malé úhly používal Kepler zákon úměrnosti mezi úhlem lomu a dopadu. To mu umožnilo určit polohu ohniska spojné čočky. Navrhl konstrukci nového typu dalekohledu složeného ze dvou spojných čoček (Keplerův dalekohled), který později realizoval Christopher Scheiner. Keplerův dalekohled je dnes nejužívanějším dalekohledem. Kepler podrobně popsal funkci tehdy již známého holandského dalekohledu tvořeného spojným objektivem a rozptylným okulárem. Ukázal na možnost upravit holandský dalekohled jako projekční systém (teleobjektiv) zobrazující objekty na stínítko. Určil závislosti mezi poloměry ploch čoček a zvětšením dalekohledu a ukázal na možnosti kombinace čoček.
Samotný název knihy Dioptrika Kepler vytvořil a navrhl užívat pro optické systémy využívající lom světla (refrakci) jako paralelu k užívanému slovu katoptrika, které se vztahovalo k zrcadlovým optickým systémům. Tento název se ujal jak dokazují stejné názvy knih Keplerových následovníků Decarta, Huygense a mnoha dalších. Dnes se tento výraz pro vědu zabývající se refrakcí používá jen ojediněle, ale z něho odvozená dioptrie (jednotka optické mohutnosti) je všeobecně známa.